# Чекменево (Вологодский район)
Чекменево — деревня в Вологодском районе Вологодской области.
Входит в состав Подлесного сельского поселения, с точки зрения административно-территориального деления — в Подлесный сельсовет.
Расстояние по автодороге до районного центра Вологды — 25 км, до центра муниципального образования Огарково — 12 км. Ближайшие населённые пункты — Скрябино, Селезенцево, Погорелка, Мальгино, Пищалино.
По данным переписи в 2002 году постоянного населения не было.